# Légende du Scorpion à Quatre Queues
Légende du Scorpion à Quatre Queues è il secondo e ultimo album in studio del gruppo musicale statunitense De Facto, pubblicato nel 2001.

## Tracce
1. Legend of the Four-Tailed Scorpion – 3:02
2. Mattilious Creed – 0:17
3. AMKHZ – 3:16
4. Hoxadrine (Live) – 8:58
5. Muerte Inoxia – 3:48
6. Vesica Pisces (Live) – 7:13
7. Cordova – 5:16
8. 120E7 (Original Version) – 4:49
9. Exit Template – 2:30

## Formazione
- Omar Rodríguez-López - basso
- Cedric Bixler-Zavala - batteria
- Isaiah "Ikey" Owens - tastiera
- Jeremy Michael Ward - melodica, effetti
- Mitchel Edward Klik - voce (tracce 1 e 9)